# Campionat del món de ciclisme en pista de 1929
El Campionat Mundial de Ciclisme en Pista de 1929 es va celebrar a Zúric (Suïssa) de l'11 al 18 d'agost de 1929.
Les competicions es van celebrar al Oerlikon Velodrome de Zúric. En total es va competir en 3 disciplines, 2 de professionals i 1 d'amateurs.

## Resultats

### Professional
| Prova                | Or                        | Argent                        | Bronze                    |
| Velocitat individual | Lucien Michard · França   | Piet Moeskops · Països Baixos | Ernest Kauffmann · Suïssa |
| Darrere moto         | Georges Paillard · França | Victor Linart · Bèlgica       | Paul Krewer · Alemanya    |

### Amateur
| Prova                | Or                               | Argent                     | Bronze                   |
| Velocitat individual | Antoine Mazairac · Països Baixos | Sydney Cozens · Regne Unit | Willy Gervin · Dinamarca |

## Medaller
| Pos. | País          | Or | Plata | Bronze | Total |
| 1    | França        | 2  | 0     | 0      | 2     |
| 2    | Països Baixos | 1  | 1     | 0      | 2     |
| 3    | Bèlgica       | 0  | 1     | 0      | 1     |
| -    | Regne Unit    | 0  | 1     | 0      | 1     |
| 5    | Alemanya      | 0  | 0     | 1      | 1     |
| -    | Dinamarca     | 0  | 0     | 1      | 1     |
| -    | Suïssa        | 0  | 0     | 1      | 1     |